# Relaciones Eslovenia-México
Las naciones de Eslovenia y México establecieron relaciones diplomáticas en 1992. Ambas naciones son miembros de las Naciones Unidas y la Organización para la Cooperación y el Desarrollo Económicos.

## Historia
México fue el primer país latinoamericano en reconocer a la recién independiente Eslovenia el 22 de mayo de 1992. En 1996, México abrió un consulado honorario en Liubliana. En 1998, el embajador esloveno, Dimitrij Rupel, declaró que hay profundas relaciones bilaterales entre su país y México y que Eslovenia apoyará a México en cualquier foro internacional, ya que México forma parte del Tratado de Libre Comercio de América del Norte (TLCAN), que brinda oportunidades para aumentar el comercio y las inversiones entre Eslovenia y América del Norte. En octubre de 1998, el primer ministro Janez Drnovšek se convirtió en el primer jefe de Estado esloveno en visitar México.
En agosto de 2003 ambas naciones participaron en la Comisión Mixta de Cooperación en los campos de Educación y Cultura. Ambos países subrayaron que el período de sesiones de la Comisión Mixta constituía una buena oportunidad para establecer bases para las relaciones mutuas en los ámbitos de la educación, la ciencia, la cultura y el deporte, así como para reflexionar sobre el papel de la cooperación internacional como factor para el cambio social y como un medio esencial para la realización del desarrollo global y sostenible de los países. Para ello, los signatarios iniciaron un programa de cooperación para el período 2003-2007, en el que ambos países acordaron la colaboración mutua en los campos de la educación primaria, secundaria, postsecundaria y superior, becas y programas de intercambio residencial.
En mayo de 2006, el presidente mexicano Vicente Fox se reunió con el primer ministro esloveno Janez Janša en Viena, donde ambos líderes asistieron a la IV Cumbre América Latina, el Caribe y la Unión Europea. En diciembre de 2007, la Secretaría de Relaciones Exteriores Patricia Espinosa se convirtió en la funcionaria mexicana de alto nivel en visitar Eslovenia y se reunió con el primer ministro esloveno Janez Janša. En septiembre de 2016, el presidente mexicano Enrique Peña Nieto tuvo una breve reunión con el presidente esloveno Borut Pahor en Jerusalén.
En 2023, ambas naciones celebraron 31 años de relaciones diplomáticas.

## Visitas de alto nivel
Visitas de alto nivel de México a Eslovenia
- Subsecretaria de Relaciones Exteriores  Lourdes Aranda Bezaury (2004)
- Secretaría de Relaciones Exteriores Patricia Espinosa (2007)

Visitas de alto nivel de Eslovenia a México
- Secretario de Estado Ignac Golob (1996)
- Primer ministro Janez Drnovšek (1998)
- Ministro de Relaciones Exteriores Dimitrij Rupel (2004)

## Acuerdos bilaterales
Ambas naciones han firmado algunos acuerdos bilaterales, como un Acuerdo de Cooperación Educativa y Cultural (1996) y un Memorando de Entendimiento para el establecimiento de un mecanismo de consulta en asuntos de interés mutuo (1996).

## Comercio
En 1997, México firmó un Tratado de Libre Comercio con la Unión Europea (lo cual también incluye a Eslovenia). En 2023, el comercio bilateral entre ambas naciones ascendió a $241.8 millones USD. Las principales exportaciones de Eslovenia a México incluyen: inducidos o portaescobillas, medicamentos y máquinas de forjar o estampar. Las principales exportaciones de México a Eslovenia incluyen: policloruro de vinilo, unidades de proceso digitales y polipropileno. Algunas empresas eslovenas, como Kolektor, operan actualmente en México.

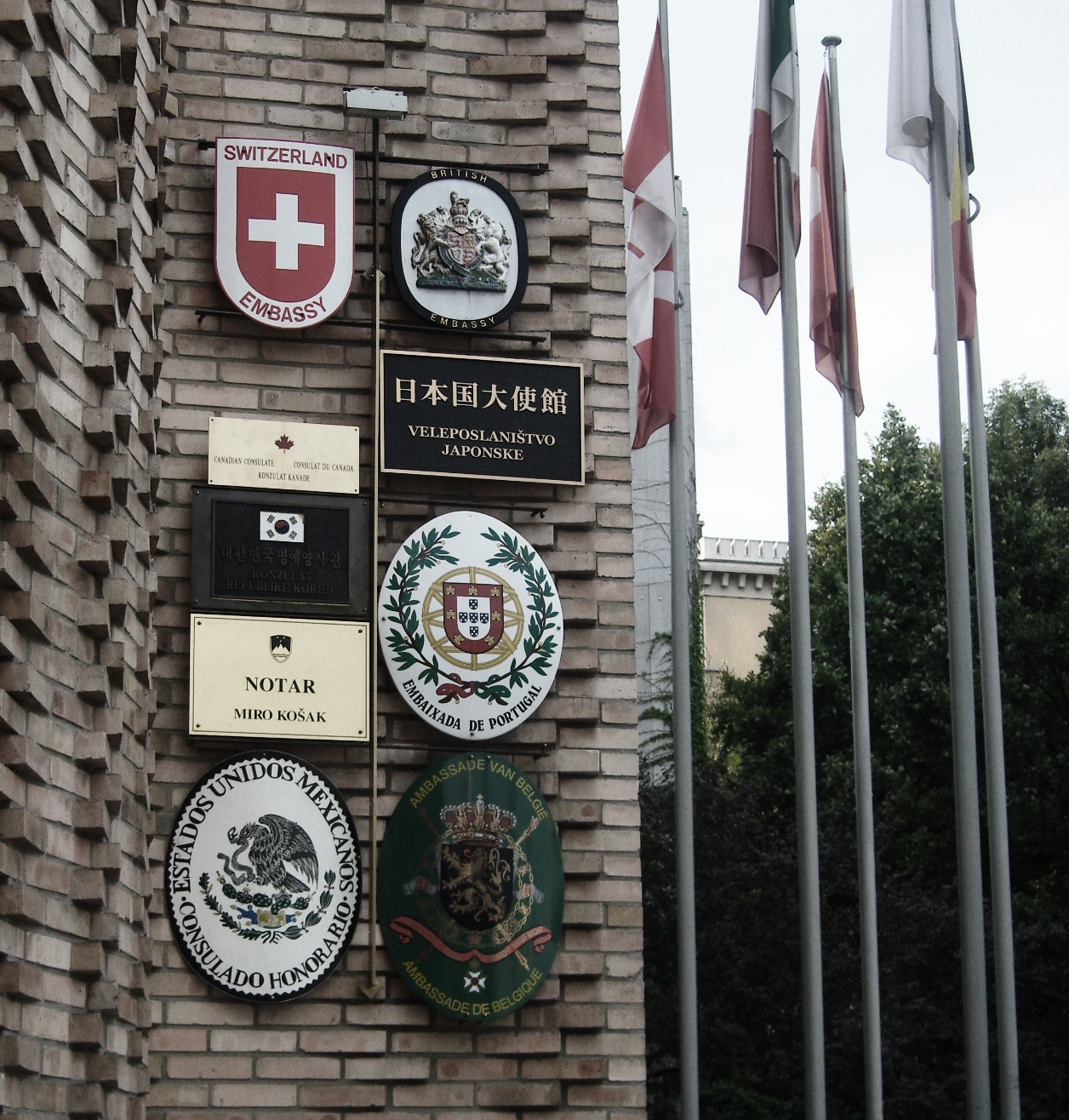
Consulado honorario de México en Liubliana

## Misiones diplomáticas no residentes
- Eslovenia está acreditada a México a través de su embajada en Washington D. C., Estados Unidos, y mantiene un consulados honorarios en la Ciudad de México y en Guadalajara.[7]
- México está acreditado a Eslovenia a través de su embajada en Viena, Austria y mantiene un consulado honorario en Liubliana.[8]